# 蒙古绿党
蒙古绿党（羅馬化：Mongolyn Nogoon Nam）是蒙古国的一个政党。

## 简介
1990年5月13日，蒙古绿党创建。该党是亚洲第一个绿党。从1996年到2000年，该党和蒙古社会民主党、民主党（Democratic Party）、蒙古宗教民主党（Mongolian Democratic Religion Party）、蒙古民族民主党组成执政联盟“民主联盟”。
2005年，日本、韓国、台灣的民間環保團體聯合到蒙古國烏蘭巴托與蒙古綠黨共同探讨東亞的區域和平，也交流了各國公民社會發展与環境議題。
2012年1月28日，公民意志党举行第八次代表大会，决定与蒙古绿党合并，更换党名为“公民意志绿党”，还修改党章，更换了党旗和党徽。公民意志绿党设有三名党主席，原公民意志党主席桑加苏伦·奥云、原蒙古绿党主席Д.恩赫巴特、蒙古工商会主席登贝尔勒当选。该党此次更名及修改党章报送蒙古国最高法院审批，于2012年3月12日获得最高法院批准。
但是此后，蒙古绿党仍为蒙古国的一个独立政党。具体情况尚不清楚，有可能是该党部分人士并不支持与公民意志党合并，或者也有可能是有其他人士继续了该党的名称。总之，此后形成了蒙古绿党与公民意志绿党并存的情况。2012年起，该党新任领导人为O.Boum-Yalagch。
在2012年国家大呼拉尔选举中，共有11个政党和2个政党联盟参选。最终有3个政党和1个政党联盟获得国家大呼拉尔席位。蒙古绿党是参选的政党之一，但未能获得任何席位。